# Emile Wetterlé

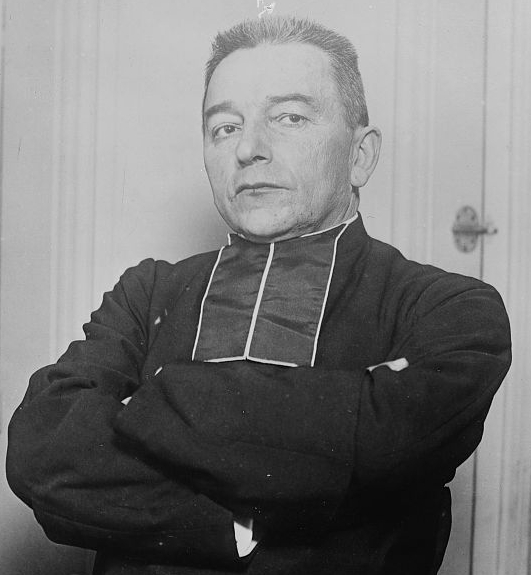
Emile Wetterlé

Emile Wetterlé (deutsch Emil Wetterle, * 2. April 1861 in Colmar, Frankreich; † 24. Juli 1931 in Ouchy) war katholischer Geistlicher, Redakteur und Mitglied des Deutschen Reichstags.

## Leben
Wetterlé besuchte das Collège libre in Colmar, das Collège Lachapelle-sous-Rougemont und die Universitäten in Salamanca und Innsbruck. 1885 wurde er zum Priester geweiht. 1889 war er Hauslehrer und 1893 Vikar in Mülhausen. Er war Chefredakteur des Journal de Colmar und später des Nouvelliste Alsace-Lorraine.
Weiter war er Mitglied des Bezirkstages für das Oberelsass, des elsaß-lothringischen Landesausschusses und seit der Landtagswahl 1911 der elsaß-lothringischen Zweiten Kammer. Von 1898 bis 1915 war er Mitglied des Deutschen Reichstags für den Wahlkreis Elsaß-Lothringen 5 (Rappoltsweiler).
Im Ersten Weltkrieg wurde er in Frankreich propagandistisch auf französischer Seite aktiv, seine Mandate wurden deswegen im März 1915 für erledigt erklärt und er aus seiner Fraktion ausgeschlossen. Wegen der Kriegsereignisse im Elsass wurde eine Ersatzwahl mehrfach verschoben, letztendlich wurde vor dem Ende des Krieges kein Ersatzabgeordneter an Wetterlés Stelle gewählt. Von 1919 bis 1924 war er Mitglied der französischen Abgeordnetenkammer und von 1924 bis zu seinem Tode Mitarbeiter der französischen Botschaft beim Heiligen Stuhl.

## Werke
- Irons-nous au centre?, Hüffel, Colmar, 1902
- Deux mois de villégiature forcée, J. B. Jung, Colmar, 1910
- L'Âme alsacienne-lorraine (conférence prononcée à Lyon, le 5 décembre 1911), E. Vitte, Lyon, 1912
- Conférence sur le sentiment populaire en Alsace-Lorraine, faite à la Société normande de géographie, A. Lainé, Rouen, 1913
- Le sentiment populaire en Alsace-Lorraine (conférence donnée à Evreux, au Havre, à Tours), Colmar, 1913
- Ce qu'était l'Alsace-Lorraine et ce qu'elle sera (9 conférences), L'édition française illustrée, Paris, 1915
- Propos de guerre, L'édition française illustrée, Paris, 1915 (Première série: I. Propos de guerre; II. Types d'Allemands; III. Le Soldat-martyr. Deuxième série: Propos de guerre; II. Fantaisies; III. Têtes de Boches; IV. Allocutions)
- L'Alsace-Lorraine française, H. Floury, Paris, 1915
- La Jeune génération en Alsace-Lorraine (conférence prononcée le 21 mars 1915, au Cours Kayser-Charavay), Schneider, Paris, 1915
- Jusqu'au bout: L'après-guerre, L. Tenin, Paris, 1916
- Le professeur Kurt-Oscar Muller: ses lettres de 1912 et 1913, son carnet de guerre, L'édition française illustrée, Paris, 1916
- L'Allemagne qu'on voyait et celle qu'on ne voyait pas, L'édition française illustrée, Paris, 1916
- L'esprit public en Allemagne (déclarations faites ... le 24 juillet 1916), Comité national d'études sociales et politiques, Paris, 1916 (en collab. avec Daniel Blumenthal)
- Ils étaient restés français de cœur (conférence sur l'Alsace-Lorraine donnée sous les auspices de L'Alsacien-Lorrain de Paris), Librairie alsacienne-lorraine, Paris, 1916
- La Paix par la victoire complète, Librairie patriote, Paris, 1916
- L'Allemagne pourra-t-elle payer la dette qu'elle a contractée? (discours prononcé le mardi 27 juin 1916 au déjeuner mensuel de l'Association Union du commerce et de l'industrie), Levé, Paris, 1916
- Le Touriste allemand (conférence à l'Assemblée générale du 5 décembre 1915), Touring-Club de France, 1916
- L'Alsace-Lorraine doit rester française, Librairie Delagrave, Paris 1917
- Les Coulisses du Reichstag. Seize années de vie parlementaire en Allemagne, Bossard, Paris, 1918
- Le Plébiscite en Alsace-Lorraine; suivi des gouvernements français et alliés sur l'Alsace-Lorraine, Bloud et Gay, Paris, ca. 1918
- En Syrie avec le général Gouraud, Flammarion, Paris, 1924